# Uelzen
Uelzen este o localitate din districtul Uelzen, landul Saxonia Inferioară, Germania, fost oraș component al Ligii Hanseatice.